# 棘鼠屬
棘鼠屬（學名Diplomys），哺乳綱嚙齒目棘鼠科的一屬，包括3種：
- 犬首棘鼠（Diplomys caniceps）
- 棘鼠（Diplomys labilis）
- 鲁氏棘鼠（Diplomys rufodorsalis）